# Nonyma grisescens
Nonyma grisescens là một loài bọ cánh cứng trong họ Cerambycidae.